# Glen Carbon
Glen Carbon é uma vila localizada no estado americano de Illinois, no Condado de Madison.

## Demografia
Segundo o censo americano de 2000, a sua população era de 10.425 habitantes.
Em 2006, foi estimada uma população de 12.349, um aumento de 1924 (18.5%).

## Geografia
De acordo com o United States Census Bureau tem uma área de
19,3 km², dos quais 19,2 km² cobertos por terra e 0,1 km² cobertos por água.

## Localidades na vizinhança
O diagrama seguinte representa as localidades num raio de 12 km ao redor de Glen Carbon.